# Strictly Come Dancing
Strictly Come Dancing (w skrócie Strictly) – brytyjski program telewizyjny typu celebrity talent show nadawany przez BBC One od 2004 roku. Protoplasta formatu Dancing with the Stars.
Pierwsze dziesięć edycji programu (2004–2012) nadawanych było na żywo ze studia BBC Television Centre, znajdującego się w londyńskiej dzielnicy Hammersmith and Fulham. Pojedyncze odcinki programu odbywają się w Blackpool Tower (2004, 2009–2011, od 2013), na Wembley Arena (2011–2012) oraz w Elstree Studios (od 2013). W latach 2004–2008 program nadawany był bez użycia technologii HD. Od 2007 pokazywany jest w technologii HD.

## Zasady programu
W programie biorą udział pary taneczne złożone z gwiazdy oraz zawodowego tancerza towarzyskiego. W każdym odcinku pary przygotowują co najmniej jeden taniec, oceniany przez profesjonalną komisję jurorską, w skali ocen od 1 do 10. Oprócz punktów przyznanych przez sędziów, o końcowej klasyfikacji decydują telewidzowie poprzez głosowanie telefonicznie oraz SMS-owe. Najlepiej oceniona w rankingu jurorów lub telewidzów para otrzymuje maksymalną liczbę punktów (np. przy udziale 10 par jest to 10 punktów), kolejna para otrzymuje jeden punkt mniej itd., a para znajdująca się na ostatnim miejscu rankingu otrzymuje 1 punkt. Dwie pary z najniższą liczbą punktów ponownie prezentują swój taniec, zaś o ostatecznym rezultacie decyduje głosowanie jury, które ogłasza, która para odpada z odcinka.

## Edycje
| Edycja | Premiera             | Finał           | Pary | Tygodnie | Zwycięzcy                        |
| ------ | -------------------- | --------------- | ---- | -------- | -------------------------------- |
| 1      | 15 maja 2004         | 3 lipca 2004    | 8    | 8        | Natasha Kaplinsky / Brendan Cole |
| 2      | 23 października 2004 | 11 grudnia 2004 | 10   | 8        | Jill Halfpenny / Darren Bennett  |
| 3      | 15 października 2005 | 17 grudnia 2005 | 12   | 10       | Darren Gough / Lilija Kopyłowa   |
| 4      | 7 października 2006  | 23 grudnia 2006 | 14   | 12       | Mark Ramprakash / Karen Hardy    |
| 5      | 6 października 2007  | 22 grudnia 2007 | 14   | 12       | Alesha Dixon / Matthew Cutler    |
| 6      | 20 września 2008     | 20 grudnia 2008 | 16   | 14       | Tom Chambers / Camilla Dallerup  |
| 7      | 18 września 2009     | 19 grudnia 2009 | 16   | 14       | Chris Hollins / Ola Jordan       |
| 8      | 1 października 2010  | 18 grudnia 2010 | 14   | 12       | Kara Tointon / Artiom Czygwincew |
| 9      | 30 września 2011     | 17 grudnia 2011 | 14   | 12       | Harry Judd / Aliona Vilani       |
| 10     | 5 października 2012  | 22 grudnia 2012 | 14   | 12       | Louis Smith / Flavia Cacace      |
| 11     | 27 września 2013     | 21 grudnia 2013 | 15   | 13       | Abbey Clancy / Aljaž Škorjanec   |
| 12     | 26 września 2014     | 20 grudnia 2014 | 15   | 13       | Caroline Flack / Pasza Kowalow   |
| 13     | 25 września 2015     | 19 grudnia 2015 | 15   | 13       | Jay McGuiness / Aliona Vilani    |
| 14     | 23 września 2016     | 17 grudnia 2016 | 15   | 13       | Ore Oduba / Joanne Clifton       |
| 15     | 23 września 2017     | 16 grudnia 2017 | 15   | 13       | Joe McFadden / Katya Jones       |
| 16     | 22 września 2018     | 15 grudnia 2018 | 15   | 13       | Stacey Dooley / Kevin Clifton    |
| 17     | 21 września 2019     | 14 grudnia 2019 | 15   | 13       | Kelvin Fletcher / Oti Mabuse     |

## Uczestnicy

### Pierwsza edycja (2004)
| Poz. | Gwiazda            | Tancerz          |
| ---- | ------------------ | ---------------- |
| 1    | Natasha Kaplinsky  | Brendan Cole     |
| 2    | Christopher Parker | Hanna Karttunen  |
| 3    | Lesley Garrett     | Anton du Beke    |
| 4    | Martin Offiah      | Erin Boag        |
| 5    | Claire Sweeney     | John Byrnes      |
| 6    | Verona Joseph      | Paul Killick     |
| 7    | David Dickinson    | Camilla Dallerup |
| 8    | Jason Wood         | Kylie Jones      |

### Druga edycja (2004)
| Poz. | Gwiazda         | Tancerz          |
| ---- | --------------- | ---------------- |
| 1    | Jill Halfpenny  | Darren Bennett   |
| 2    | Denise Lewis    | Ian Waite        |
| 3    | Julian Clary    | Erin Boag        |
| 4    | Aled Jones      | Lilia Kopylova   |
| 5    | Roger Black     | Camilla Dallerup |
| 6    | Sarah Manners   | Brendan Cole     |
| 7    | Diarmuid Gavin  | Nicole Cutler    |
| 8    | Esther Rantzen  | Anton du Beke    |
| 9    | Carol Vorderman | Paul Killick     |
| 10   | Quentin Willson | Hazel Newberry   |

### Trzecia edycja (2005)
| Poz. | Gwiazda          | Tancerz          |
| ---- | ---------------- | ---------------- |
| 1    | Darren Gough     | Lilija Kopyłowa  |
| 2    | Colin Jackson    | Erin Boag        |
| 3    | Zoë Ball         | Ian Waite        |
| 4    | James Martin     | Camilla Dallerup |
| 5    | Patsy Palmer     | Anton du Beke    |
| 6    | Bill Turnbull    | Karen Hardy      |
| 7    | Will Thorp       | Hanna Haarala    |
| 8    | Dennis Taylor    | Izabela Hannah   |
| 9    | Fiona Phillips   | Brendan Cole     |
| 10   | Gloria Hunniford | Darren Bennett   |
| 11   | Jaye Jacobs      | Andrew Cuerden   |
| 12   | Siobhan Hayes    | Matthew Cutler   |

### Czwarta edycja (2006)
| Poz. | Gwiazda          | Tancerz          |
| ---- | ---------------- | ---------------- |
| 1    | Mark Ramprakash  | Karen Hardy      |
| 2    | Matt Dawson      | Lilija Kopyłowa  |
| 3    | Emma Bunton      | Darren Bennett   |
| 4    | Louisa Lytton    | Vincent Simone   |
| 5    | Carol Smillie    | Matthew Cutler   |
| 6    | Claire King      | Brendan Cole     |
| 7    | Peter Schmeichel | Erin Boag        |
| 8    | Ray Fearon       | Camilla Dallerup |
| 9    | Jan Ravens       | Anton du Beke    |
| 10   | Georgina Bouzova | James Jordan     |
| 11   | DJ Spoony        | Ola Jordan       |
| 12   | Mica Paris       | Ian Waite        |
| 13   | Jimmy Tarbuck    | Flavia Cacace    |
| 14   | Nicholas Owen    | Nicole Cutler    |

### Piąta edycja (2007)
| Poz. | Gwiazda            | Tancerz          |
| ---- | ------------------ | ---------------- |
| 1    | Alesha Dixon       | Matthew Cutler   |
| 2    | Matt Di Angelo     | Flavia Cacace    |
| 3    | Gethin Jones       | Camilla Dallerup |
| 4    | Letitia Dean       | Darren Bennett   |
| 5    | Kenny Logan        | Ola Jordan       |
| 6    | Kelly Brook        | Brendan Cole     |
| 7    | John Barnes        | Nicole Cutler    |
| 8    | Kate Garraway      | Anton du Beke    |
| 9    | Penny Lancaster    | Ian Waite        |
| 10   | Dominic Littlewood | Lilija Kopyłowa  |
| 11   | Gabby Logan        | James Jordan     |
| 12   | Wille Thorne       | Erin Boag        |
| 13   | Stephanie Beacham  | Vincent Simone   |
| 14   | Brian Capron       | Karen Hardy      |

### Szósta edycja (2008)
| Poz. | Gwiazda            | Tancerz           |
| ---- | ------------------ | ----------------- |
| 1    | Tom Chambers       | Camilla Dallerup  |
| 2    | Rachel Stevens     | Vincent Simone    |
| 3    | Lisa Snowdon       | Brendan Cole      |
| 4    | Austin Healey      | Erin Boag         |
| 5    | Christine Bleakley | Matthew Cutler    |
| 6    | Jodie Kidd         | Ian Waite         |
| 7    | John Sergeant      | Kristina Rihanoff |
| 8    | Cherie Lunghi      | James Jordan      |
| 9    | Heather Small      | Brian Fortuna     |
| 10   | Andrew Castle      | Ola Jordan        |
| 11   | Mark Foster        | Hayley Holt       |
| 12   | Don Warrington     | Lilija Kopyłowa   |
| 13   | Jessie Wallace     | Darren Bennett    |
| 14   | Gary Rhodes        | Karen Hardy       |
| 15   | Gillian Taylforth  | Anton du Beke     |
| 16   | Phil Daniels       | Flavia Cacace     |

### Siódma edycja (2009)
| Poz. | Gwiazda          | Tancerz           |
| ---- | ---------------- | ----------------- |
| 1    | Chris Hollins    | Ola Jordan        |
| 2    | Ricky Whittle    | Natalie Lowe      |
| 3    | Ali Bastian      | Brian Fortuna     |
| 4    | Laila Rouass     | Anton du Beke     |
| 5    | Natalie Cassidy  | Vincent Simone    |
| 6    | Ricky Groves     | Erin Boag         |
| 7    | Jade Johnson     | Ian Waite         |
| 8    | Phil Tufnell     | Katya Virshilas   |
| 9    | Craig Kelly      | Flavia Cacace     |
| 10   | Zöe Lucker       | James Jordan      |
| 11   | Jo Wood          | Brendan Cole      |
| 12   | Joe Calzaghe     | Kristina Rihanoff |
| 13   | Lynda Bellingham | Darren Bennett    |
| 14   | Rav Wilding      | Aliona Vilani     |
| 15   | Richard Dunwoody | Lilija Kopyłowa   |
| 16   | Martina Hingis   | Matthew Cutler    |

### Ósma edycja (2010)
| Poz. | Gwiazda           | Tancerz           |
| ---- | ----------------- | ----------------- |
| 1    | Kara Tointon      | Artiom Czygwincew |
| 2    | Matt Baker        | Aliona Vilani     |
| 3    | Pamela Stephenson | James Jordan      |
| 4    | Scott Maslen      | Natalie Lowe      |
| 5    | Gavin Henson      | Katya Virshilas   |
| 6    | Ann Widdecombe    | Anton du Beke     |
| 7    | Patsy Kensit      | Robin Windsor     |
| 8    | Felicity Kendal   | Vincent Simone    |
| 9    | Michelle Williams | Brendan Cole      |
| 10   | Jimi Mistry       | Flavia Cacace     |
| 11   | Tina O’Brien      | Jared Murillo     |
| 12   | Peter Shilton     | Erin Boag         |
| 13   | Paul Daniels      | Ola Jordan        |
| 14   | Goldie            | Kristina Rihanoff |

### Dziewiąta edycja (2011)
| Poz. | Gwiazda         | Tancerz           |
| ---- | --------------- | ----------------- |
| 1    | Harry Judd      | Aliona Vilani     |
| 2    | Chelsee Healey  | Pasza Kowalow     |
| 3    | Jason Donovan   | Kristina Rihanoff |
| 4    | Holly Valance   | Artiom Czygwincew |
| 5    | Alex Jones      | James Jordan      |
| 6    | Robbie Savage   | Ola Jordan        |
| 7    | Anita Dobson    | Robin Windsor     |
| 8    | Russell Grant   | Flavia Cacace     |
| 9    | Audley Harrison | Natalie Lowe      |
| 10   | Lulu            | Brendan Cole      |
| 11   | Nancy Dell’Olio | Anton du Beke     |
| 12   | Rory Bremner    | Erin Boag         |
| 13   | Dan Lobb        | Katya Virshilas   |
| 14   | Edwina Currie   | Vincent Simone    |

### Dziesiąta edycja (2012)
| Poz. | Gwiazda            | Tancerz           |
| ---- | ------------------ | ----------------- |
| 1    | Louis Smith        | Flavia Cacace     |
| 2    | Kimberley Walsh    | Pasza Kowalow     |
| 2    | Denise van Outen   | James Jordan      |
| 4    | Dani Harmer        | Vincent Simone    |
| 5    | Lisa Riley         | Robin Windsor     |
| 6    | Nicky Byrne        | Karen Hauer       |
| 7    | Michael Vaughan    | Natalie Lowe      |
| 8    | Victoria Pendleton | Brendan Cole      |
| 9    | Richard Arnold     | Erin Boag         |
| 10   | Fern Britton       | Artiom Czygwincew |
| 11   | Colin Salmon       | Kristina Rihanoff |
| 12   | Sid Owen           | Ola Jordan        |
| 13   | Jerry Hall         | Anton du Beke     |
| 14   | Johny Ball         | Iveta Lukosiute   |

### Jedenasta edycja (2013)
| Poz. | Gwiazda              | Tancerz           |
| ---- | -------------------- | ----------------- |
| 1    | Abbey Clancy         | Aljaž Skorjanec   |
| 2    | Natalie Gumede       | Artiom Czygwincew |
| 2    | Susanna Reid         | Kevin Clifton     |
| 4    | Sophie Ellis-Bextor  | Brendan Cole      |
| 5    | Patrick Robinson     | Anya Garnis       |
| 6    | Ashley Taylor Dawson | Ola Jordan        |
| 7    | Mark Benton          | Iveta Lukosiute   |
| 8    | Ben Cohen            | Kristina Rihanoff |
| 9    | Fiona Fullerton      | Anton du Beke     |
| 10   | Dave Myers           | Karen Hauer       |
| 11   | Rachel Riley         | Pasza Kowalow     |
| 12   | Deborah Meaden       | Robin Windsor     |
| 13   | Julien Macdonald     | Janette Manrara   |
| 14   | Vanessa Feltz        | James Jordan      |
| 15   | Tony Jacklin         | Aliona Vilani     |

### Dwunasta edycja (2014)
| Poz. | Gwiazda         | Tancerz           |
| ---- | --------------- | ----------------- |
| 1    | Caroline Flack  | Pasza Kowalow     |
| 2    | Simon Webbe     | Kristina Rihanoff |
| 2    | Frankie Bridge  | Kevin Clifton     |
| 4    | Mark Wright     | Karen Hauer       |
| 5    | Jake Wood       | Janette Manrara   |
| 6    | Pixie Lott      | Trent Whiddon     |
| 7    | Sunetra Sarker  | Brendan Cole      |
| 8    | Steve Backshall | Ola Jordan        |
| 9    | Judy Murray     | Anton du Beke     |
| 10   | Alison Hammond  | Aljaž Skorjanec   |
| 11   | Scott Mills     | Joanne Clifton    |
| 12   | Thom Evans      | Iveta Lukosiute   |
| 13   | Tim Wonnacott   | Natalie Lowe      |
| 14   | Jennifer Gibney | Tristan MacManus  |
| 15   | Gregg Wallace   | Aliona Vilani     |

### Trzynasta edycja (2015)
| Poz. | Gwiazda           | Tancerz           |
| ---- | ----------------- | ----------------- |
| 1    | Jay McGuiness     | Aliona Vilani     |
| 2    | Kellie Bright     | Kevin Clifton     |
| 2    | Georgia May Foote | Giovanni Pernice  |
| 4    | Katie Derham      | Anton du Beke     |
| 5    | Anita Rani        | Gleb Sawczenko    |
| 6    | Helen George      | Aljaž Skorjanec   |
| 7    | Peter André       | Janette Manrara   |
| 8    | Jamelia           | Tristan MacManus  |
| 9    | Jeremy Vine       | Karen Clifton     |
| 10   | Carol Kirkwood    | Pasza Kowalow     |
| 11   | Kirsty Gallacher  | Brendan Cole      |
| 12   | Ainsley Harriott  | Natalie Lowe      |
| 13   | Daniel O’Donnell  | Kristina Rihanoff |
| 14   | Anthony Ogogo     | Oti Mabuse        |
| 15   | Iwan Thomas       | Ola Jordan        |

### Czternasta edycja (2016)
| Poz. | Gwiazda           | Tancerz          |
| ---- | ----------------- | ---------------- |
| 1    | Ore Oduba         | Joanne Clifton   |
| 2    | Louise Redknapp   | Kevin Clifton    |
| 2    | Danny Mac         | Oti Mabuse       |
| 4    | Claudia Fragapane | AJ Pritchard     |
| 5    | Judge Rinder      | Oksana Platero   |
| 6    | Ed Balls          | Katya Jones      |
| 7    | Greg Rutherford   | Natalie Lowe     |
| 8    | Daisy Lowe        | Aljaž Skorjanec  |
| 9    | Laura Whitmore    | Giovanni Pernice |
| 10   | Anastacia         | Brendan Cole     |
| 11   | Lesley Joseph     | Anton du Beke    |
| 12   | Naga Munchetty    | Pasza Kowalow    |
| 13   | Will Young        | Karen Clifton    |
| 14   | Tameka Empson     | Gorka Márquez    |
| 15   | Melvin Odoom      | Janette Manrara  |

### Piętnasta edycja (2017)
| Poz. | Gwiazda           | Tancerz          |
| ---- | ----------------- | ---------------- |
| 1    | Joe McFadden      | Katya Jones      |
| 2    | Alexandra Burke   | Gorka Márquez    |
| 2    | Debbie McGee      | Giovanni Pernice |
| 2    | Gemma Atkinson    | Aljaž Skorjanec  |
| 5    | Mollie King       | AJ Pritchard     |
| 6    | Davood Ghadami    | Nadija Byczkowa  |
| 7    | Susan Calman      | Kevin Clifton    |
| 8    | Jonnie Peacock    | Oti Mabuse       |
| 9    | Ruth Langsford    | Anton du Beke    |
| 10   | Aston Merrygold   | Janette Manrara  |
| 11   | Simon Rimmer      | Karen Clifton    |
| 12   | Brian Conley      | Amy Dowden       |
| 13   | Charlotte Hawkins | Brendan Cole     |
| 14   | Richard Coles     | Dianne Buswell   |
| 15   | Chizzy Akudolu    | Pasza Kowalow    |

### Szesnasta edycja (2018)
| Poz. | Gwiazda              | Tancerz           |
| ---- | -------------------- | ----------------- |
| 1    | Stacey Dooley        | Kevin Clifton     |
| 2    | Joe Sugg             | Dianne Buswell    |
| 2    | Ashley Roberts       | Pasza Kowalow     |
| 2    | Faye Tozer           | Giovanni Pernice  |
| 5    | Lauren Steadman      | AJ Pritchard      |
| 6    | Charles Venn         | Karen Clifton     |
| 7    | Graeme Swann         | Oti Mabuse        |
| 8    | Kate Silverton       | Aljaž Skorjanec   |
| 9    | Danny John-Jules     | Amy Dowden        |
| 10   | Ranj Singh           | Janette Manrara   |
| 11   | Seann Walsh          | Katya Jones       |
| 12   | Vick Hope            | Graziano Di Prima |
| 13   | Katie Piper          | Gorka Márquez     |
| 14   | Lee Ryan             | Nadija Byczkowa   |
| 15   | Susannah Constantine | Anton du Beke     |

### Siedemnasta edycja (2019)
| Poz. | Gwiazda             | Tancerz          |
| ---- | ------------------- | ---------------- |
| 1    | Kelvin Fletcher     | Oti Mabuse       |
| 2    | Karim Zeroual       | Amy Dowden       |
| 2    | Emma Barton         | Anton du Beke    |
| 4    | Chris Ramsey        | Karen Hauer      |
| 5    | Alex Scott          | Neil Jones       |
| 6    | Saffron Barker      | AJ Pritchard     |
| 7    | Michelle Visage     | Giovanni Pernice |
| 8    | Mike Bushell        | Katya Jones      |
| 9    | Emma Weymouth       | Aljaž Skorjanec  |
| 10   | Will Bayley         | Janette Manrara  |
| 11   | Catherine Tyldesley | Johannes Radebe  |
| 12   | David James         | Nadija Byczkowa  |
| 13   | Dev Griffin         | Dianne Buswell   |
| 14   | Anneka Rice         | Kevin Clifton    |
| 15   | James Cracknell     | Luba Musztuk     |